# Rana pueblae
Rana pueblae là một loài ếch trong họ Ranidae. Chúng là loài đặc hữu của México nơi nó được gọi là rana poblana.
Các môi trường sống tự nhiên của chúng là các khu rừng vùng núi ẩm nhiệt đới hoặc cận nhiệt đới và sông. Loài này đang bị đe dọa do mất môi trường sống.